# VTJ Dukla Liberec
VTJ Dukla Liberec (celým názvem: Vojenská tělovýchovná jednota Dukla Liberec) byl československý vojenský klub ledního hokeje, který sídlil v Liberci v Severočeském kraji. V sezóně 1964/65 se klub zúčastnil poprvé v klubové historii 2. československé ligy. V roce 1970 se klub stává oficiálním B-týmem Dukly Jihlava a v soutěžích nastupuje pod názvem ASD Dukla Jihlava „B“. Po skončení sezony 1977/78 se "béčko" Dukly Jihlava převelelo do Písku.

## Historické názvy
- VTJ Dukla Liberec (Vojenská tělovýchovná jednota Dukla Liberec)
- 1970 – ASD Dukla Jihlava „B“ (Armádní sportovní družstvo Dukla Jihlava „B“)
- 1978 – převelení do Písku ⇒ zánik

## Přehled ligové účasti
Stručný přehled
Zdroj: 
- 1964–1965: Severočeský krajský přebor (3. ligová úroveň v Československu)
- 1965–1966: 2. liga – sk. A (2. ligová úroveň v Československu)
- 1966–1968: 2. liga – sk. B (2. ligová úroveň v Československu)
- 1968–1969: 2. liga – sk. A (2. ligová úroveň v Československu)
- 1969–1973: 1. ČNHL – sk. A (2. ligová úroveň v Československu)
- 1973–1976: 1. ČNHL (2. ligová úroveň v Československu)
- 1976–1977: 2. ČNHL – sk. B (3. ligová úroveň v Československu)
- 1977–1978: 1. ČNHL (2. ligová úroveň v Československu)

Jednotlivé ročníky
Zdroj: 
Legenda: ZČ - základní část, červené podbarvení - sestup, zelené podbarvení - postup, fialové podbarvení - reorganizace, změna skupiny či soutěže
| Československo (1964 – 1978) |                            |           |           |                                       |               |
| Sezóny                       | Soutěž                     | Úroveň    | ZČ        | Play-off, nadstavba, sk. o udržení... | Poznámky      |
| 1964/65                      | Severočeský krajský přebor | 3. úroveň | 1. místo  |                                       | Postup        |
| 1965/66                      | 2. liga – sk. A            | 2. úroveň | 4. místo  |                                       | Změna skupiny |
| 1966/67                      | 2. liga – sk. B            | 2. úroveň | 4. místo  |                                       |               |
| 1967/68                      | 2. liga – sk. B            | 2. úroveň | 4. místo  |                                       | Změna skupiny |
| 1968/69                      | 2. liga – sk. A            | 2. úroveň | 10. místo |                                       | Reorganizace  |
| 1969/70                      | 1. ČNHL – sk. A            | 2. úroveň | 5. místo  |                                       |               |
| 1970/71                      | 1. ČNHL – sk. A            | 2. úroveň | 4. místo  |                                       |               |
| 1971/72                      | 1. ČNHL – sk. A            | 2. úroveň | 2. místo  |                                       |               |
| 1972/73                      | 1. ČNHL – sk. A            | 2. úroveň | 1. místo  |                                       | Reorganizace  |
| 1973/74                      | 1. ČNHL                    | 2. úroveň | 9. místo  |                                       |               |
| 1974/75                      | 1. ČNHL                    | 2. úroveň | 10. místo |                                       |               |
| 1975/76                      | 1. ČNHL                    | 2. úroveň | 11. místo |                                       | Sestup        |
| 1976/77                      | 2. ČNHL – sk. B            | 3. úroveň | 1. místo  | Kvalifikace o 1. ČNHL (2. místo)      | Postup        |
| 1977/78                      | 1. ČNHL                    | 2. úroveň | 3. místo  |                                       |               |